# باسكال أودريه
باسكال أودريه Pascale Audret (ولدت في أكتوبر 1936 – وماتت في يوليو 2000) ممثلة فرنسية عملت في أفلام سينمائية في الخمسينات والستينات.
مثلت في أكثر من 25 فيلما، وظلت شهرتها في داخل في فرنسا في مجالات السينما والمسرح والتلفاز. أبرز أفلامها «لا فاييت» أمام أورسون ويلز عام 1961. وفي العام التالي مثلت دور البطولة في فيلم «أعطني عشرة رجال يائسين»، والذي رشح لجائزة في مهرجان برلين السينمائي الدولي.
توفيت في حادث سير عام 2000 عن عمر يناهز 63 عاما.

## روابط خارجية
- باسكال أودريه على موقع IMDb (الإنجليزية)
- باسكال أودريه على موقع ألو سيني (الفرنسية)
- باسكال أودريه على موقع ميوزك برينز (الإنجليزية)
- باسكال أودريه على موقع أول موفي (الإنجليزية)
- باسكال أودريه على موقع قاعدة بيانات الأفلام السويدية (السويدية)
- باسكال أودريه على موقع قاعدة بيانات الفيلم (الإنجليزية)
- باسكال أودريه على موقع كينوبويسك (الروسية)